# Ctenosaura palearis
Ctenosaura palearis є видом шипохвостих ігуан, ендемічних для долини Мотагуа в Гватемалі. Харчується листям і плодами кактуса Stenocereus pruinosus та іноді комахами (цвіркунами, жуками, мурахами і осами).

## Загрози
Цьому виду загрожує втрата середовища існування та незаконна торгівля. Ці ігуани використовувалися місцевими жителями як джерело їжі.